# Tell Berna
Tell Schirnding Berna (Pelham Manor, 24 de julho de 1891 – Nantucket, 5 de abril de 1975) foi um corredor de fundo e meio-fundo norte-americano, campeão olímpico em Estocolmo 1912.
Recordista americano das duas milhas (recorde que manteve por vinte anos), competiu nos Jogos Olímpicos de Estocolmo nos 3000 m por equipes – prova não mais existente – na qual conquistou a medalha de ouro junto com os compatriotas Norman Taber e George Bonhag. Também participou individualmente dos 5000 m chegando na quinta colocação.
Formado pela Universidade de Cornell, fez carreira posteriormente na indústria de máquinas e ferramentas, assumindo o cargo de secretário-geral da National Machine Tools Business Association em 1937, função que desempenhou durante o esforço de guerra norte-americano na fabricação de munição durante a II Guerra Mundial.